# Hans Thoma

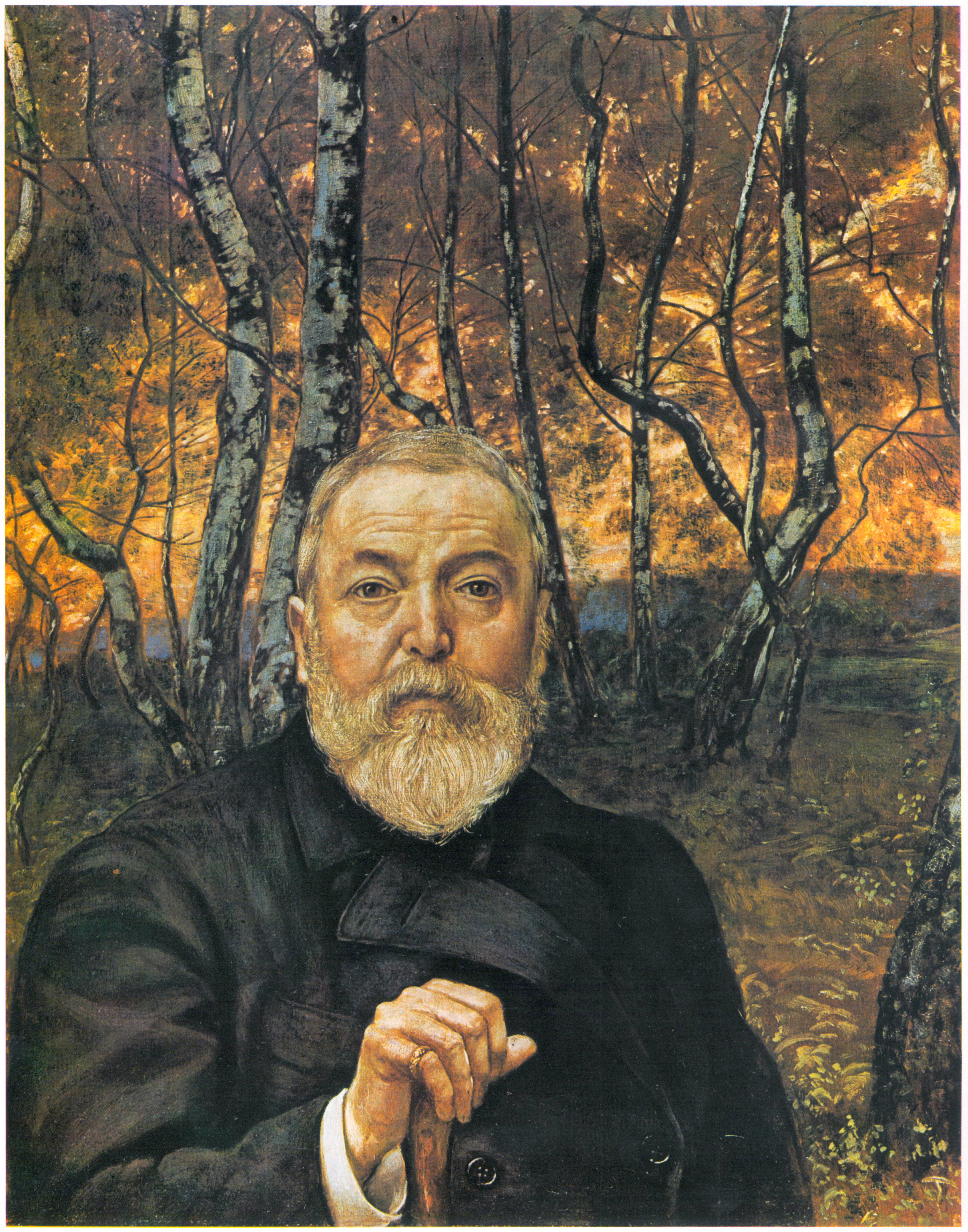
Hans Thoma, zelfportret voor een berkenbos, 1899

Hans Thoma (Bernau im Schwarzwald, 2 oktober 1839 - Karlsruhe, 7 november 1924) was een Duits kunstschilder. Hij beoefende diverse stijlen maar wordt overwegend geassocieerd met het symbolisme.

## Leven en werk
Thoma was van eenvoudige komaf. Zijn vader was molenaar en houthakker in het Zwarte Woud. Hij begon zijn artistieke loopbaan met het beschilderen van wijzerplaten en ging in 1859 naar de Staatliche Akademie der Bildenden Künste Karlsruhe, waar hij studeerde onder Johann Wilhelm Schirmer. Na zijn studie ging hij met zijn vriend Otto Scholderer naar Parijs en raakte hij onder de indruk van het werk van Gustave Courbet en andere schilders uit de School van Barbizon. Van 1870 tot 1876 woonde hij in München (waar hij bevriend raakte met Arnold Böcklin) en daarna vestigde hij zich met zijn vrouw Cella in Franfurt. In 1899 werd hij benoemd tot leraar op de kunstacademie in Karlsruhe en tot directeur van de Staatliche Kunsthalle. Na de dood van zijn vrouw Cella in 1901 verviel hij in een jarenlange depressie die hij nooit meer helemaal te boven kwam, ondanks zijn nog altijd groeiende roem. Hij overleed in 1924, op 85-jarige leeftijd.
De stijl van Thoma is heel divers en moeilijk algemeen te duiden. Herkenbaar zijn invloeden van oude Duitse meesters als Albrecht Altdorfer en Lucas Cranach de Oude, maar ook van de Engelse prerafaëlieten. Thoma had veel oog voor detail en een voorkeur voor precieze lijnvoering en een afgebakende inkleuring. Vaak koos hij voor allegorische, mythologische onderwerpen, met duidelijk symbolistische tendensen. Brede bekendheid kreeg hij met zijn reeksen over de maanden van het jaar, de planeten en het leven van Christus.
Thoma maakte ook veel litho’s en pentekeningen, alsook een aantal muurschilderingen.
Werk van Thoma is te bezichtigen in de Staatliche Kunsthalle Karlsruhe, de Neue Pinakothek Müchen en het Städel Museum in Frankfurt. In zijn geboorteplaats Bernau bevindt zich het Hans Thoma-Museum.
Sinds 1950 wordt jaarlijks de Hans-Thoma-Preis uitgereikt, de staatsprijs van Baden-Württemberg voor beeldende kunst.

## Galerij

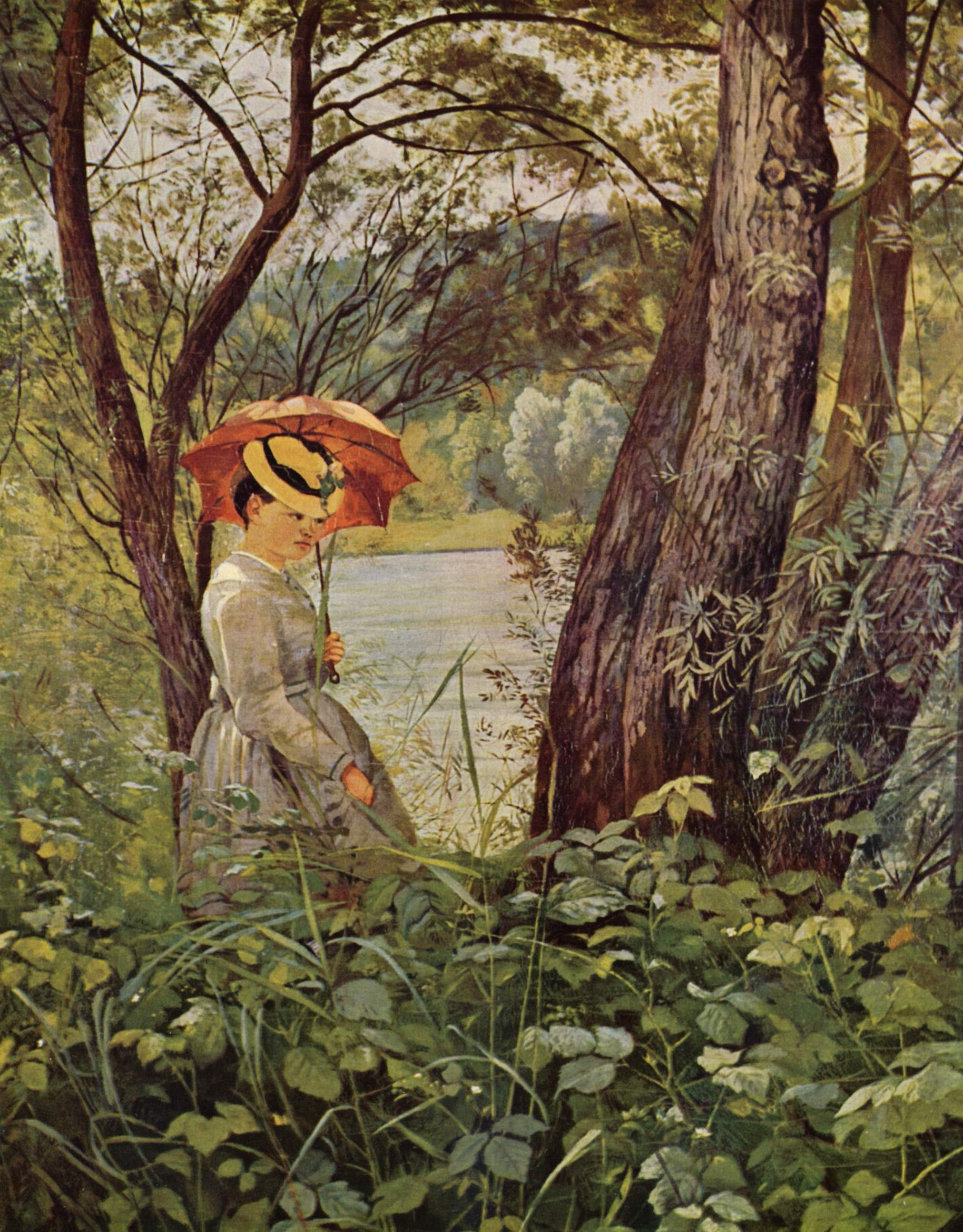
Im Sonnenschein, 1867
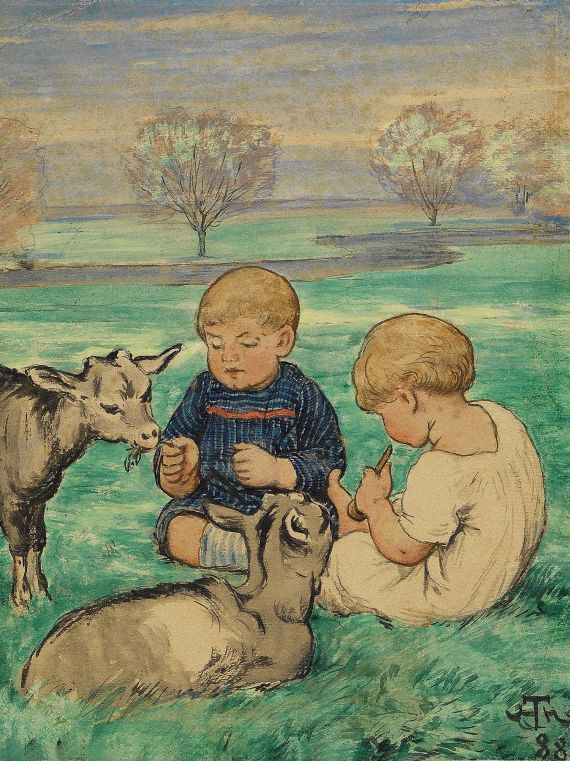
Spielende Kinder, 1887
Adam und Eva, 1897
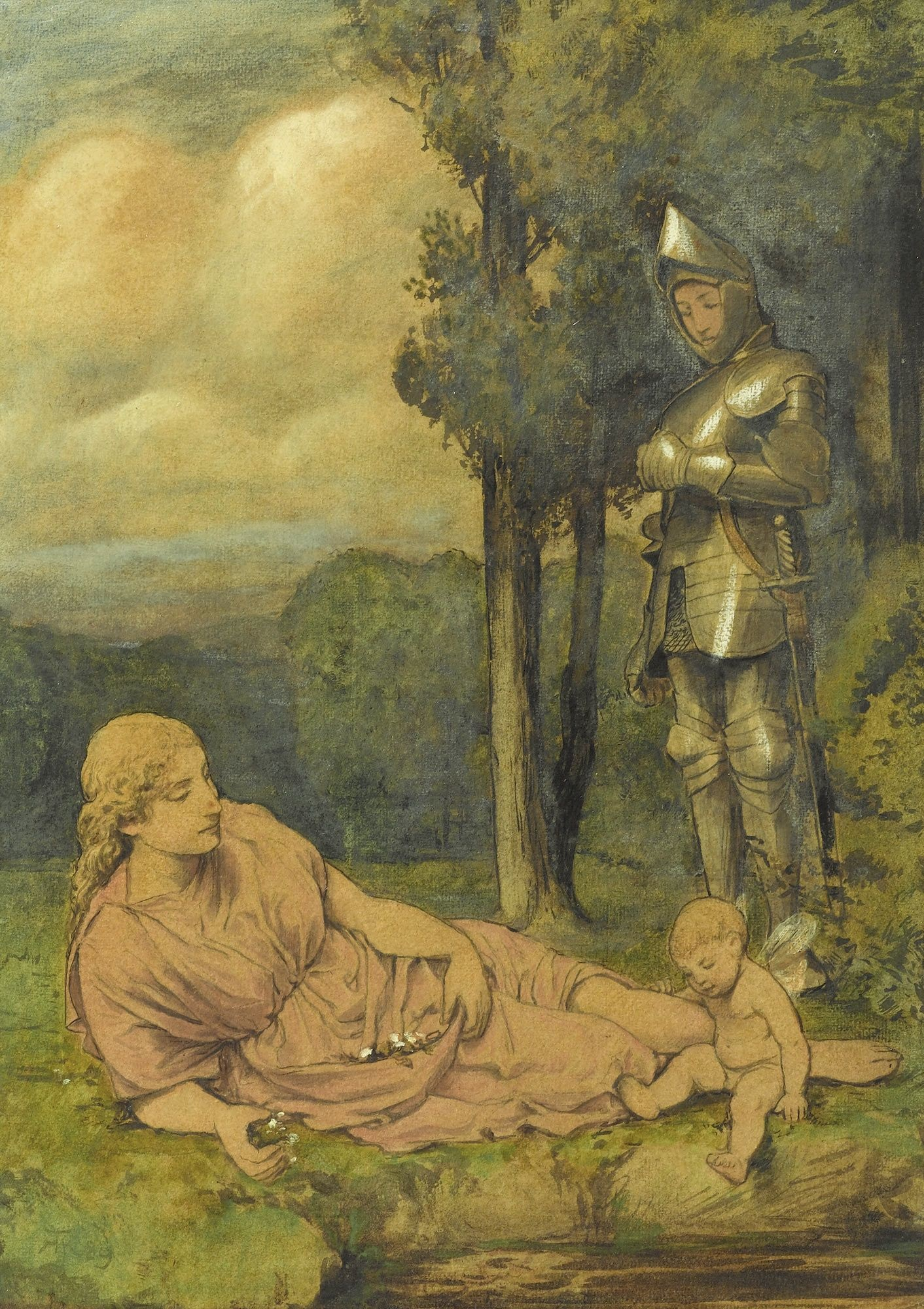
Ritter und Flora
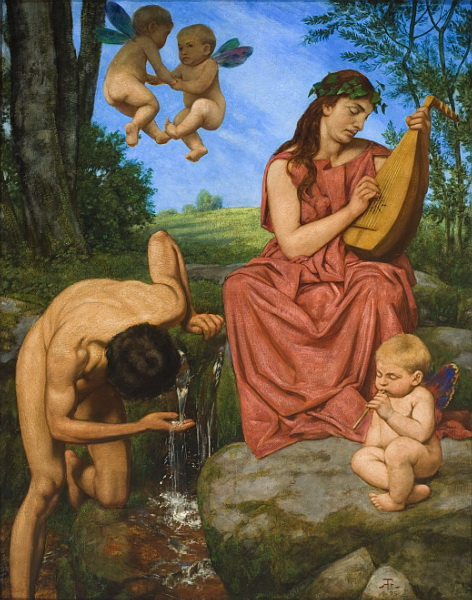
Die Quelle, 1895
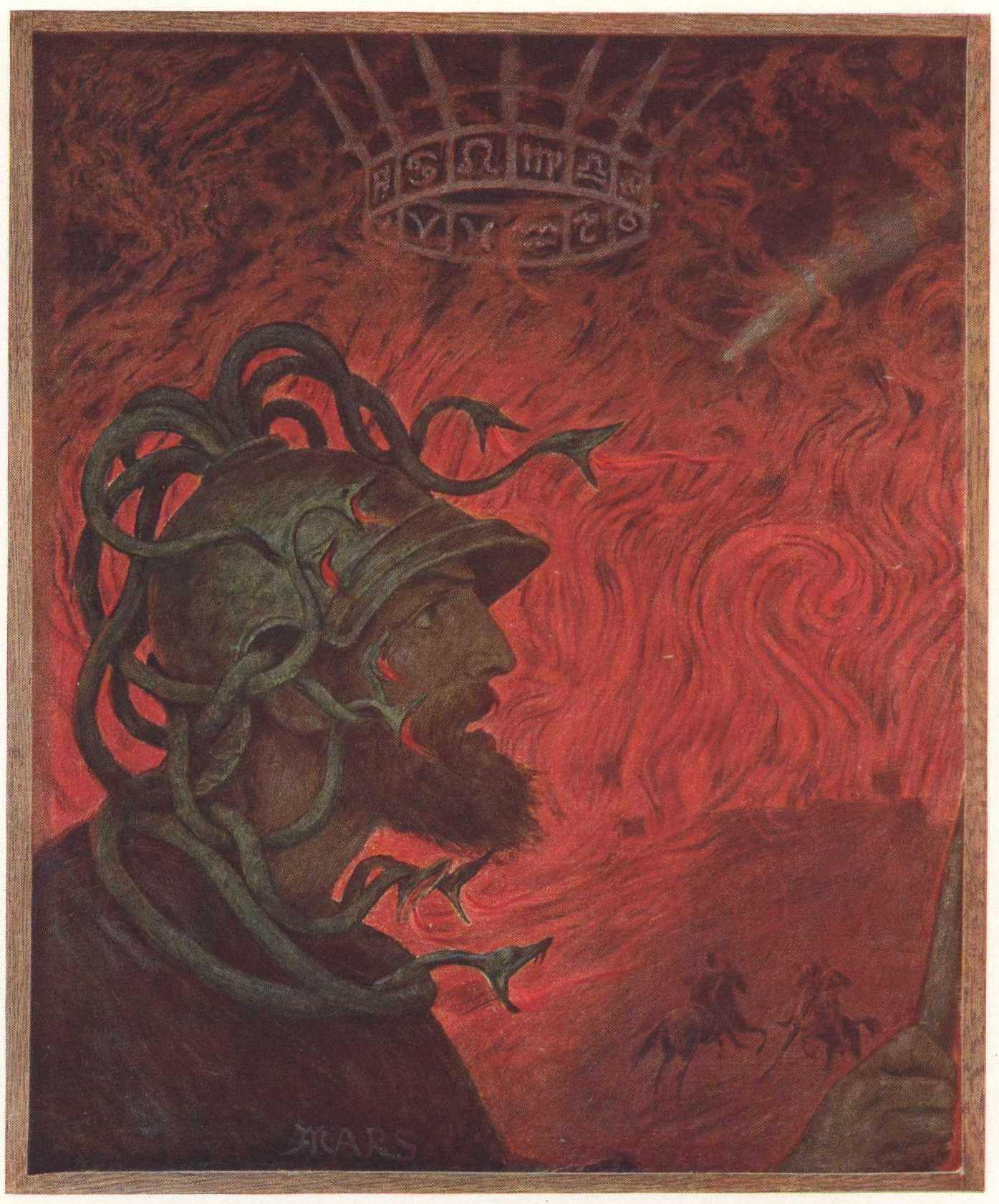
Mars
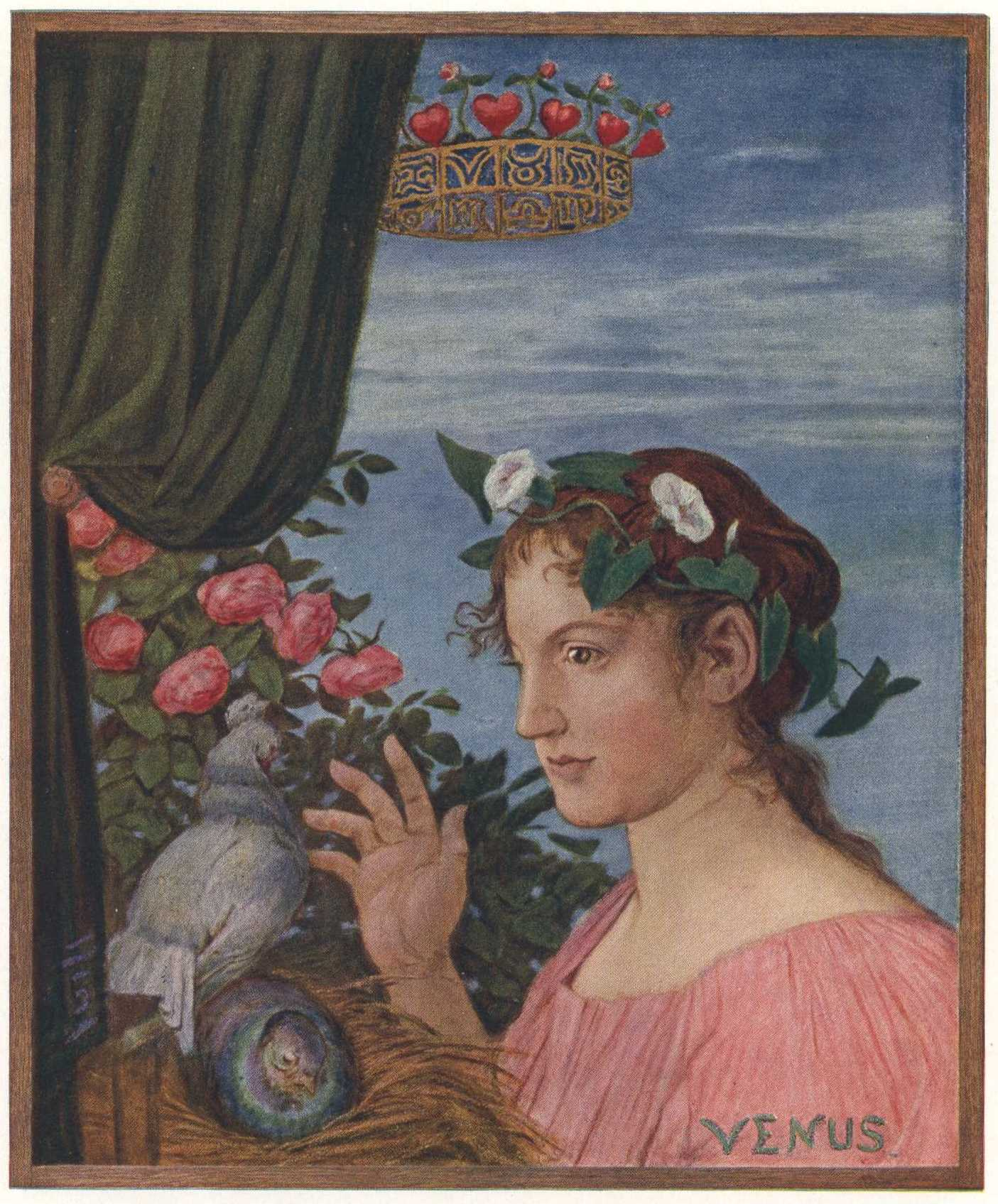
Venus
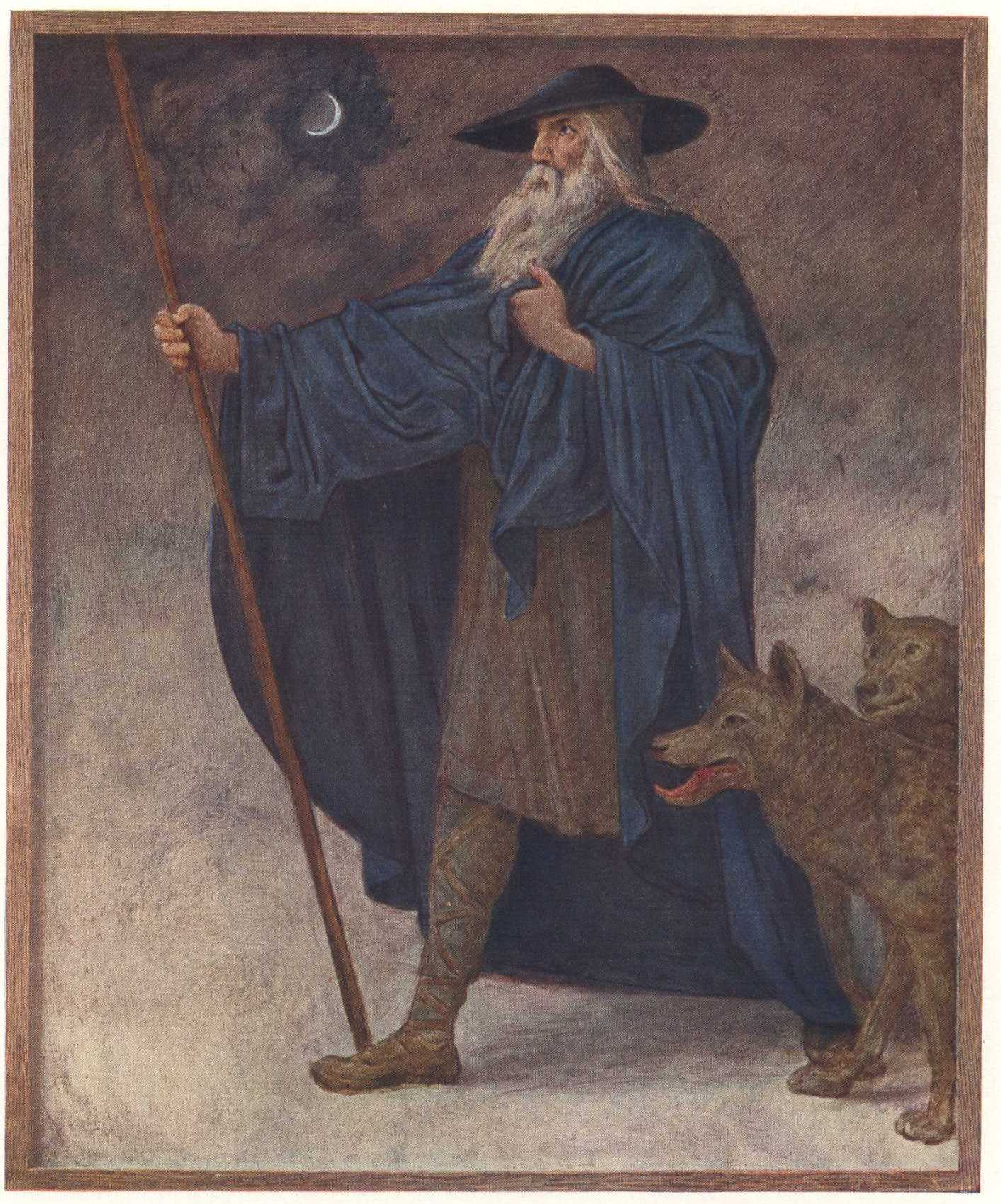
Dezember
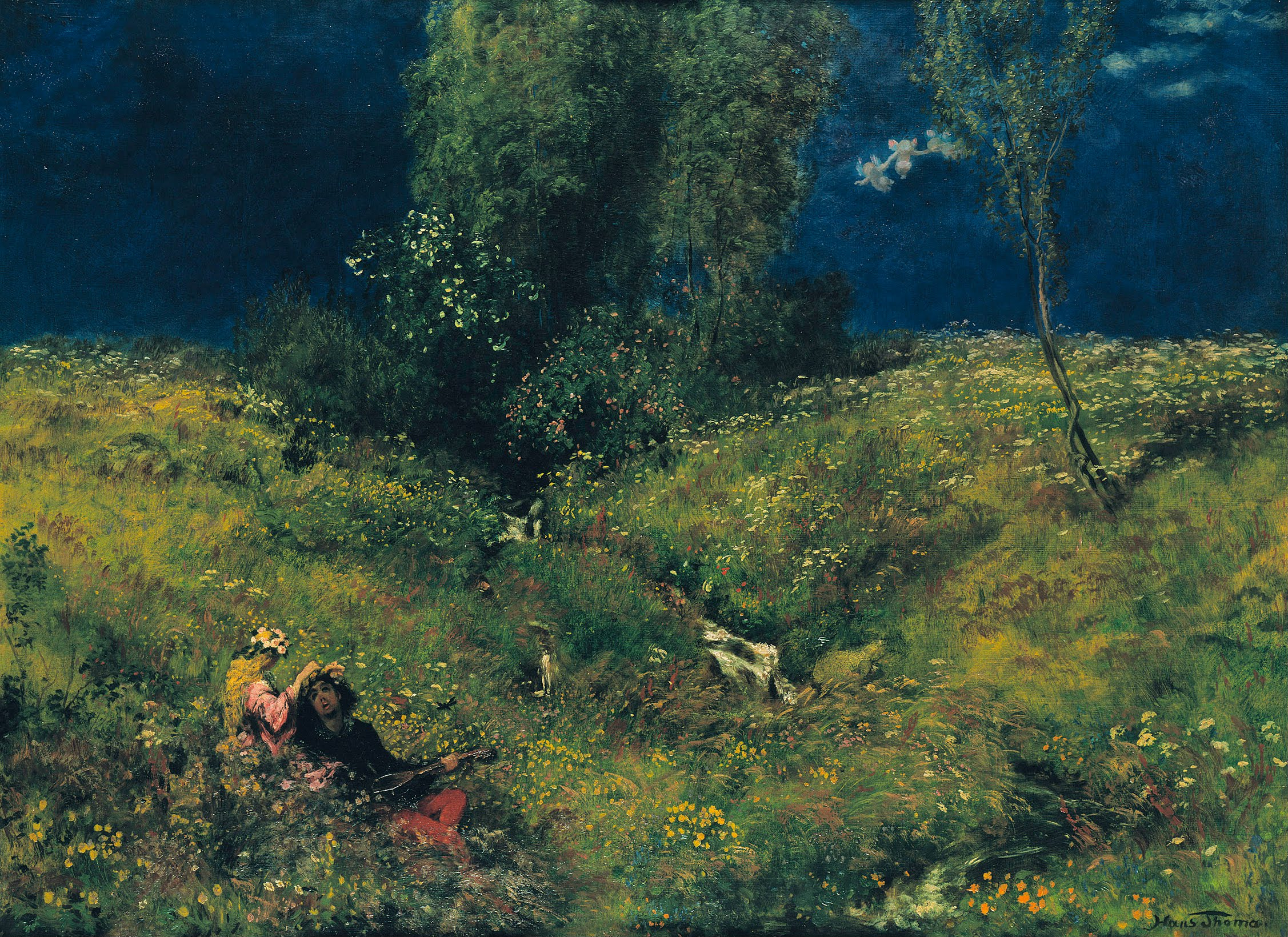
Sommer, 1872
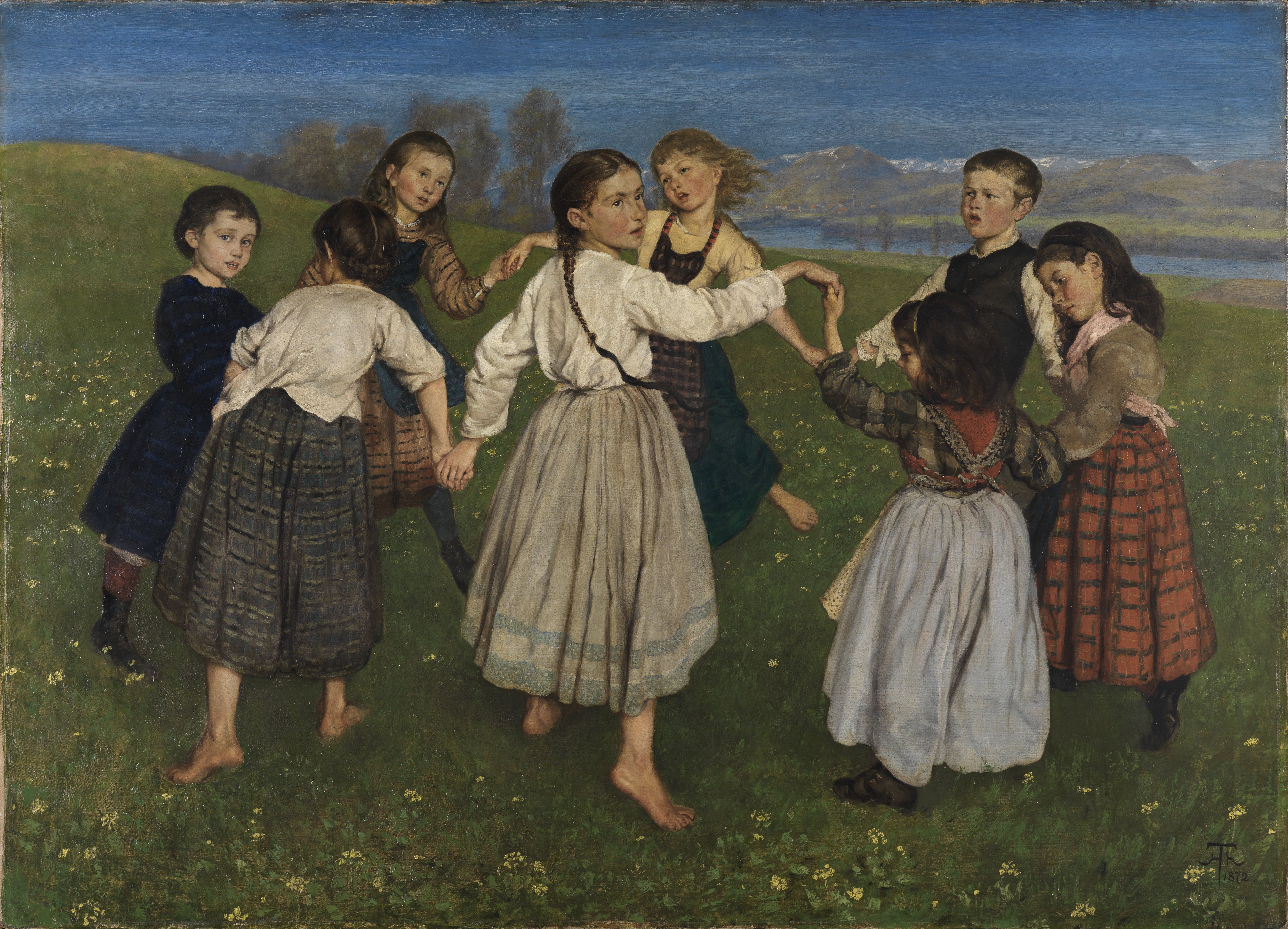
Der Kinderreigen, 1884